# 第一次石勒蘇益格戰爭
第一次石勒蘇益格戰爭（First Schleswig War），是一場发生在丹麥南部和德國北部的戰爭，戰勝方為丹麥王國，戰敗方為普魯士王國。

## 名稱
這場衝突在不同國家有著不同的名字：
- 在丹麥被稱為三年戰爭（丹麥語：Treårskrigen），它構成了丹麥民族文化中的重大歷史事件。
- 在德國和德語圈被稱為石勒蘇益格-荷爾斯泰因戰爭（德語：Schleswig-Holsteinischer Krieg），也稱可為石勒蘇益格-荷爾斯泰因起義（德語：Schleswig- Holsteinische Erhebung）。
- 在英語圈，除了本條目的第一次石勒蘇益格戰爭以外，也可以稱為第一次丹德戰爭（英語：The first Danish-German War）。

## 歷史

### 經過簡述
本次戰爭因丹麥控制的石勒蘇益格和荷爾斯泰因而起。這兩個公國中德意志農民對其丹麥領主的苛捐重稅不滿而爆發了重大的起義，這場起義得到了普魯士王國的支持而演變成普魯士對丹麥的戰爭，但丹麥在之前的民族之春中已經給與了當地德意志人巨大的平等權力，還改革自身為立憲君主制，所以國際社會均認為是德意志農民有錯。
英國和俄羅斯基於打壓普魯士的目的而派出海軍陸軍來支援丹麥，而同為德意志邦聯的奧地利帝國、薩克森、巴伐利亞等國則因為不想讓普魯士的勢力擴大而放任普魯士單打獨鬥，這些導致了普魯士的孤立無援，最終在丹英俄三國聯軍的夾擊下迎來了恥辱的戰敗。此場戰爭完全點燃了普魯士的報復慾望，也讓丹麥盲目的相信自己可以一直依賴國際輿論，為日後開啟德國統一的第二次石勒蘇益格戰爭埋下禍根。

### 具體戰爭過程
丹麥和普魯士之間會爆發出這場衝突是因為石勒蘇益格-荷爾斯泰因問題，普魯士想代表德意志邦聯搶下兩德語公國的控制權，順便利用德國統一的情緒來獲得不屬於普魯士的勞恩堡，最終丹麥方面在大國的外交支持下取得了勝利。
1848年3月，石勒蘇益格、荷爾斯泰因和勞恩堡的德國人起兵反抗他們的公爵，也就是丹麥的國王。他們建立了臨時政府和軍隊。由於荷爾斯泰因和勞恩堡是德意志邦联的成員國，邦联根據其章程通過聯邦戰爭（Bundeskrieg）支持起义軍。這由德國中央政府（在1848/49-51年取代聯邦的聯邦州）繼續進行。大部分德軍是由普魯士提供的。
丹麥得到了大國的支持，尤其是英國和俄羅斯。這些公國靠近連接兩國的波羅的海航道。戰爭於1848年8月因馬爾默的停戰而中斷，但在1849年2月丹麥的進攻中再次開始。
1850年夏天，普魯士不得不讓步，讓叛軍聽天由命。1851年4月1日，石勒蘇益格-荷爾斯泰因軍隊被解散。1852年的倫敦議定書解决了冲突。列強確認丹麥國王為三大公國公爵，但也宣佈公國必須保持獨立於丹麥本身。

## 腳註
1. ↑  Taylor 1967，第58頁.
2. ↑  Taylor 1967，第58-59頁.
3. ↑  Davis 2000，第58頁.
4. ↑  Davis 2000，第56頁.

## 外部連接
- Danish Military History – Schleswig Wars （丹麦文）
- The Danish army's 8th Brigade （页面存档备份，存于） （丹麦文）
  - Danish to English auto-translator （页面存档备份，存于）
- Holstein regiment moves out of the fortress in Rendsburg [dead link]
- Detailed map of area round Schleswig town （页面存档备份，存于）
- Map of east part of Danevirke. （页面存档备份，存于）